# ئی‌ام‌دی اس‌دی۲۴
ئی‌ام‌دی اس‌دی۲۴ (انگلیسی: EMD SD24) یک لوکوموتیو دیزلی ساخت شرکت جنرال موتورز الکترو-موتیو دیویژن بوده است.
این لوکوموتیو که مابین سال‌های ۱۹۵۸ تا ۱۹۶۳ تولید می‌شده دارای ۱۶ سیلندر و ۲۴۰۰ اسب بخار قدرت بوده است.